# Théodore Tiffereau
Théodore Tiffereau, né Théodore Cyprien Tiffereau à Sainte-Radégonde-des-Noyers (Vendée), le 23 juin 1819, et mort à Arvert (Charente-Maritime) le 9 mars 1909, est un photographe et alchimiste français du XIXe siècle.

## Biographie
Il étudie la chimie et la physique à l'École professionnelle de Nantes, il y est aussi préparateur de chimie.
Tiffereau fit un voyage au Mexique de 1842 à 1847, d'où il rapporta des daguerréotypes de paysages et de natifs du Mexique.
Entre 1854 et 1855, le daguerréotypiste Théodore Tiffereau présenta six mémoires à l'Académie des sciences concernant la transmutation de l'argent en or. En particulier, il prétendit que l'argent du Mexique possédait des propriétés chimiques spécifiques permettant cette transmutation.

## Collections
- Bibliothèque nationale de France

## Publications
- Nouveaux procédés d'irrigation, de dessechement et de drainage, 1854.
- Les Métaux sont des Corps Composés, 1855. Lire en ligne sur la BNAM (Transcription).
- Les métaux sont des corps composés, suivis de OParacelse et l'alchimie au XVIe siècle (1857).
- L'Or et la transmutation des métaux, préfacé par Adolphe Franck, 1889.
- Production Artificielle de L'or (in L'accroissement de la matière Minérale Par Le Brun de Virloy 1893) Lire en ligne sur la BNAM 3
- L'art de faire de l'or, 1896. Lire en ligne sur la BNAM 4